# Хазан, Александр Самойлович
Александр Самойлович Хазан (1906—1955) — сотрудник органов государственной безопасности.

## Биография
Родился в еврейской семье, получил высшее юридическое образование.
Был принят на оперативную работу в Одесский окротдел ГПУ в 1928 году, хотя ещё тогда имел связь с родственниками, проживавшими в США, и находился в дружеских отношениях с троцкисткой Упштейн и женой репрессированного дециста Козюрой. Хазан поддерживал связь с Упштейн, а также с её единомышленниками троцкистами и позже, вплоть до её второго ареста. В 1932 году Хазан подарил Упштейн книгу К. Маркса с дарственной надписью.
В 1933 году после снятия с должности преподавателя Высшей школы ОГПУ Хазан был направлен на работу в НКВД Грузии, где был зачислен на должность оперуполномоченного, a затем начальника отделения секретно-политического отдела (СПО). Таким образом, нарком С. А. Гоглидзе, несмотря на троцкистские связи Хазана, всё же назначил его на руководящую должность в отдел, который должен был проводить борьбу с троцкистскими и другими антисоветскими организациями.
В 1935 году СПО ГУ ГБ НКВД СССР предложил перевести Хазана на другую работу как «абсолютно неподходящего», о чём центральная аттестационная комиссия НКВД СССР вынесла специальное постановление, однако С. А. Гоглидзе, получив уведомление об этом от 17 августа 1935 года за № 387551, не только не выполнил это постановление, а, наоборот, назначил Хазана начальником 1-го отделения СПО, занимавшегося следствием по делам троцкистов и правых. В 1937 году Хазан был назначен помощником начальника СПО, с исполнением одновременно должности начальника 1-го отделения.
Зуд борьбы с контрреволюцией овладел Хазаном до такой степени, что все окружающие казались ему недобитыми троцкистами... На карточке, заведённой Хазаном на народного героя Грузии Георгия Саакадзе, которого турки казнили аж 300 лет тому назад, имелась резолюция: «Разработать, выявить связи и арестовать». Чем же Георгий Саакадзе прогневил дипломированного юриста Хазана? Оказывается, это славное имя было произнесено арестованным Буду Мдивани, который в 1937 сказал сокамерникам, что если бы он, Мдивани, находился у власти, то сделал бы для родной Грузии больше, чем Георгий Саакадзе. Внутрикамерный стукач донёс об этом оперативникам, те, как положено, доложили наверх, а Хазан мигом проявил чекистскую бдительность.
Для того чтобы укрыть заговорщиков от разоблачения, Л. П. Берия, С. А. Гоглидзе и Б. З. Кобулов умышленно изменили обычную практику сосредоточения и проверки компрометирующих материалов на сотрудников НКВД в аппарате особоуполномоченного и передали этот участок работы лично Хазану. Ему также было предоставлено право подготовки возбуждения уголовных дел на сотрудников НКВД с целью обвинения их в совершении контрреволюционных преступлений. Получив такие полномочия, Хазан стал обвинять в либерализме и пособничестве врагам любых сотрудников НКВД, не соглашавшихся участвовать в фальсификации дел, в террористических расправах с неугодными Берия и его сообщникам людьми, и объявлял врагом всякого, кто непочтительно относился лично к нему самому. В 1937 году по материалам и постановлениям Хазана ряд сотрудников НКВД Грузии был арестован и расстрелян. Ввиду того, что провокационные методы деятельности Хазана получили широкую огласку, Гоглидзе 2 февраля 1938 года был вынужден арестовать Хазана. Однако через два месяца по указанию Берия освободил его из-под стражи, ограничившись увольнением из органов НКВД. Несмотря на ряд неопровержимых фактов фальсификации Хазаном дел, расследование по его делу не производилось, а в дело подшиты лишь объяснения Хазана. К тому же, ряд документов, изобличавших Хазана, из дела был изъят, что подтверждено показаниями свидетеля Давлианидзе, начинавшего расследование дела по обвинению Хазана в 1938 году.
О присвоении вещей и ценностей арестованных свидетель С. С. Давлианидзе 30 июля 1953 года показал:
«Когда я в 1937 г. был назначен замначальника СПО НКВД Грузии, то обратил внимание, что два кабинета в отделе СПО были превращены по указанию Кобулова Б. З. в камеры хранения ценных вещей, изъятых у арестованных при обыске, как то: золотые и серебряные вещи, дорогие охотничьи ружья, отрезы материй, меха, фотоаппараты и т. п., и заведывать “камерами хранения” ценных вещей был приставлен оперработник Гарибов. Эти вещи не имели права хранить в таком порядке, а обязаны были немедленно сдавать в финотдел НКВД Грузии и в 1-й Спецотдел, но это было сделано с умыслом, и ценности и вещи присваивались Кобуловым, Хазаном, Савицким, Кримяном, Гарибовым.
О незаконности этих камер хранения я неоднократно лично докладывал Гоглидзе и Кобулову, но они не обращали внимания...

О присвоении ценностей и вещей Хазаном, Кримяном, Гарибовым, Урушадзе я подавал письменные рапорты Гоглидзе...»
В результате был только уволен из органов. В 1942 году восстановлен на службе и зачислен на руководящую работу в центральном аппарате НКВД СССР, но в 1945 году был уволен в запас, т. к. сведения о прошлых связях Хазана с троцкистами получили распространение среди сотрудников, и В. Н. Меркулов счёл неудобным оставлять Хазана в аппарате министерства.
Некоторое время преподавал следственное мастерство в местной школе НКВД, а затем перебрался в Москву, где работал юрисконсультом в проектном институте «Гипроэнергопром».
Занимался фальсификацией уголовных дел и применял к подследственным изощрённые пытки, за что в сентябре 1955 года Военной коллегией Верховного суда СССР был приговорён к расстрелу после расследования преступной деятельности Лаврентия Берии. Автор вышедшей в Москве в 1948 году книги «О моральном облике советского человека».

## Публикации
- Хазан А. З. «О моральном облике советского человека». М., 1948.